# 三郷悪水

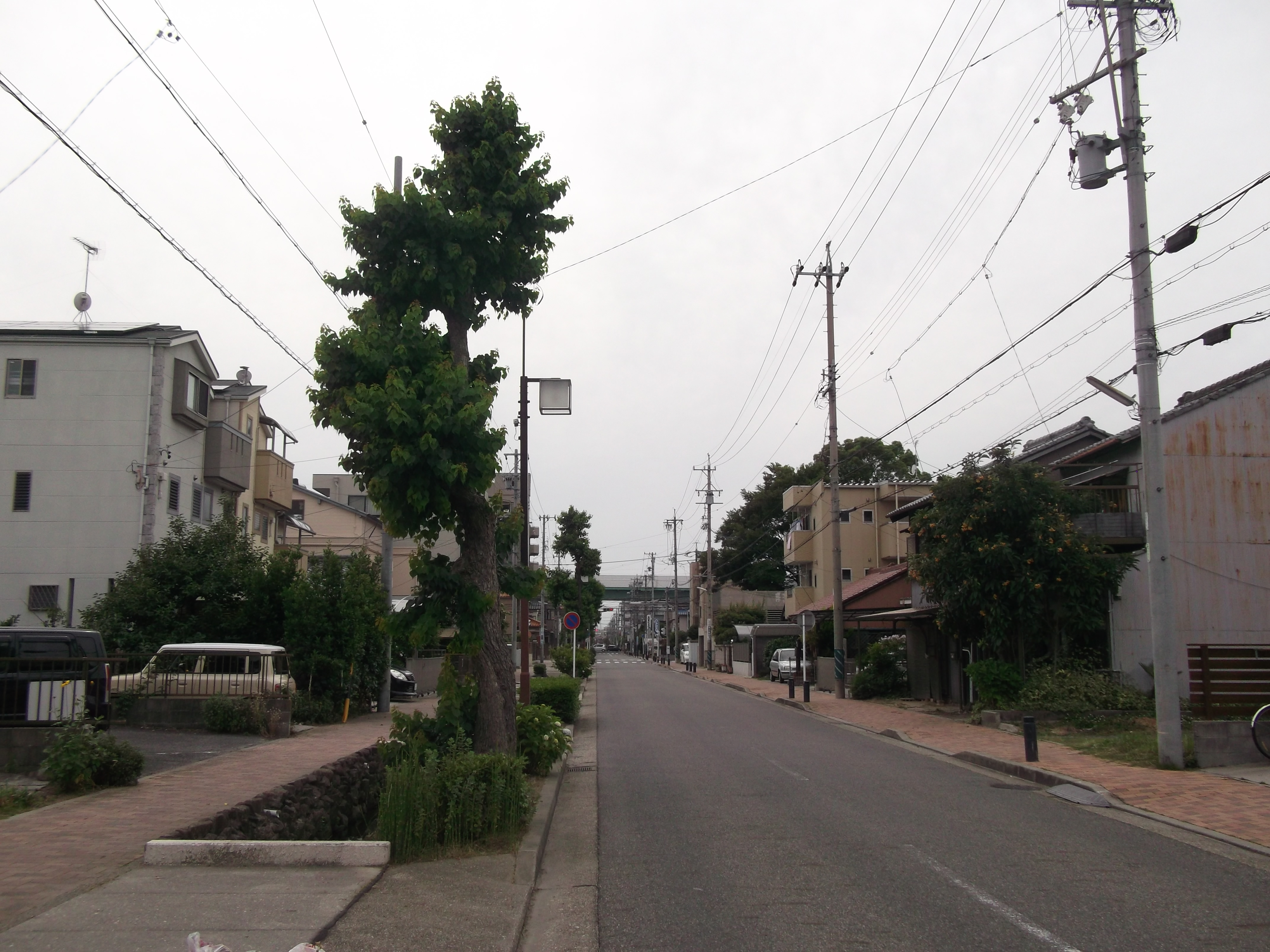
北区成願寺地内

三郷悪水（さんごうあくすい）は、愛知県名古屋市北区にある用水路。三郷用水・六段地江とも。三郷とは、西春日井郡旧福徳村・下中切村・成願寺村のこと。

## 概要
1792年（寛政4年）開鑿。矢田川流路変更工事前は、三郷を流れたあと、矢田川の下をくぐり、名古屋城御深井御庭の西北で大幸川に合流していた。